# Łabska Łąka

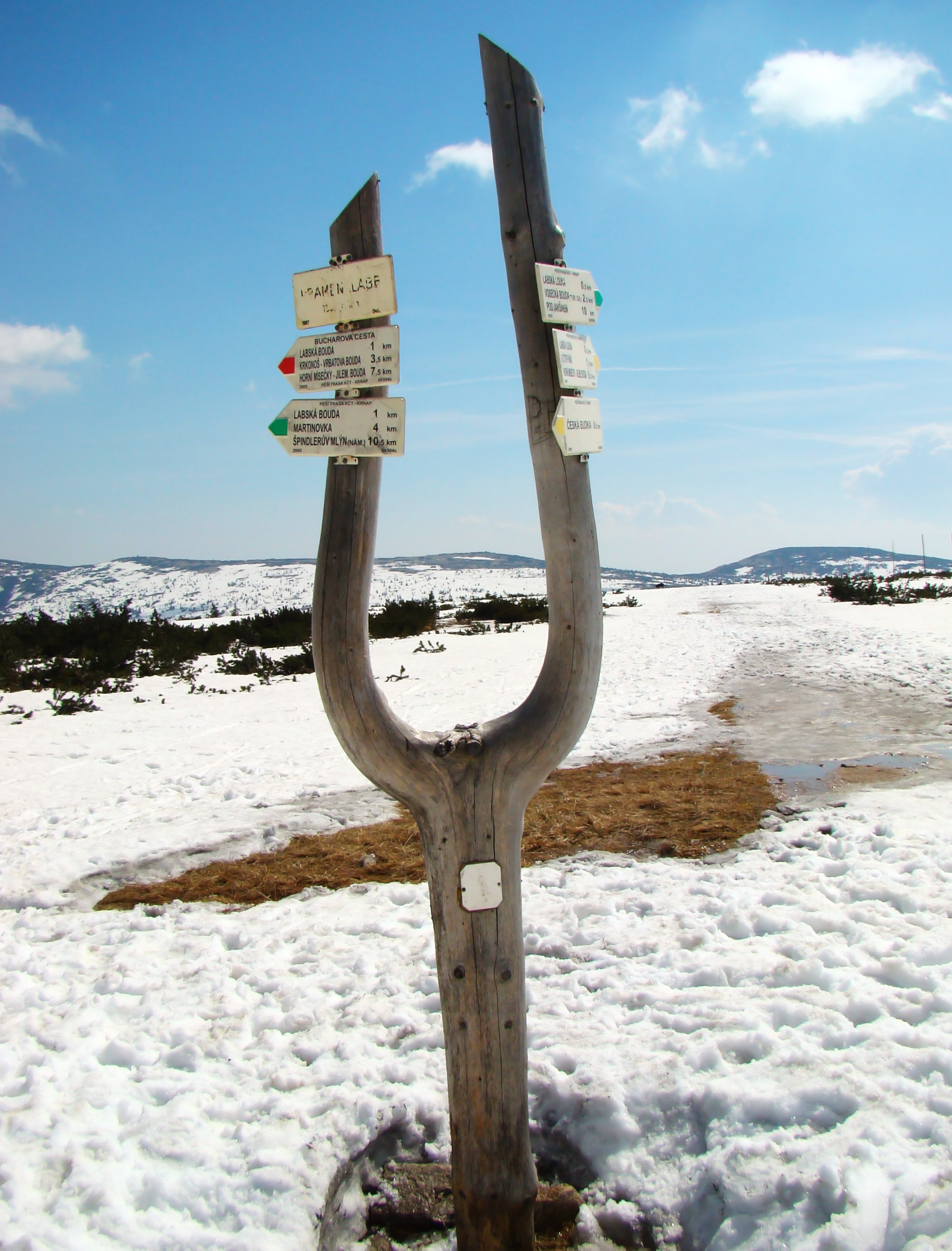
Łabska Łąka, skrzyżowanie szlaków

 Łabska Łąka (czes. Labská louka) – równina wierzchowinowa w Sudetach Zachodnich w czeskiej części pasma Karkonoszy na wysokości 1340–1460 m n.p.m.

## Opis

### Położenie
Równina położona jest w północno-zachodniej części Karkonoszy, na obszarze czeskiego Karkonoskiego Parku Narodowego, na południowy wschód od Szrenicy, między Śląskim Grzbietem od północy a Czeskim Grzbietem od południa.

### Charakterystyka
Jest to rozległa wierzchowinowa równina położona na wysokości 1340–1460 m n.p.m., na południe od Łabskiego Szczytu, przy granicy państwowej z Polską. Większa część łąki porośnięta jest trawą, kocanką oraz kosodrzewiną. Część powierzchni łąki zajmują torfowiska wysokie z cennymi gatunkami roślin. Łąka jest chroniona jako narodowy rezerwat przyrody. Przy granicy państwowej, na wysokości 1386 m n.p.m. znajduje się źródło Łaby w postaci obmurowanej studzienki. U źródła umieszczono godła 24 miast, przez które przepływa Łaba. Na południowo-wschodnim krańcu łąki znajduje się 45-metrowy wodospad.
17 listopada 2018 na Łabskiej Łące i w okolicach Łabskiego Szczytu spłonęło od 6 do 8 hektarów kosodrzewiny i łąk, głównie po stronie czeskiej.

### Turystyka
Na Łabskiej łące krzyżują się drogi i kilka szlaków turystycznych. Na południowo-wschodnim skraju łąki położone jest górskie schronisko Labská bouda.